# Yannick Jaulin
Yannick Jaulin est un conteur, acteur et dramaturge français, né à Aubigny (Vendée), le 30 juillet 1958. On le présente aussi comme « diseur », chanteur, humoriste,,.

## Biographie

### Enfance marquée par le poitevin-saintongeais
Yannick Jaulin est originaire de Vendée. Il est marqué dès l'enfance par la pratique du parlanjhe, dit aussi poitevin-saintongeais, langue romane d'oïl (comme le gallo, le picard) dit « patois ».
Fils d'agriculteurs, rural dans l'âme, le poitevin est sa langue maternelle (il découvre le français en arrivant à l'école). Il en fait une de ses principales sources d'inspiration.

« Toute sa vie, mon grand-père a baissé sa casquette devant son maître, un noble loqueteux et dégénéré. Adolescent, je n'étais qu'un belou de la campagne, avec mes pat'd'éph et ma Flandria, sans aucune réflexion critique. On disait : "C'est d'même qu'ol aet", c'est comme ça »

— rapporté par Stéphane Davet
Dans sa jeunesse, il devient l'un des animateurs de l'Aigail, une des sections de l'Amicale laïque d'Aubigny et l'un des membres très actifs de l'Union pour la culture populaire en Poitou-Charentes-Vendée (UPCP). Outre un travail considérable de collecte des musiques, chants, danses, contes et autres traditions, ce groupe produit alors des spectacles de création, librement inspirés de ce fond culturel.

« Je ne perdais pas une miette de ces rencontres, elles me transportaient, elles renforçaient ma propre identité. Ce qui me marquait le plus, c’est la qualité humaine de ces vieux, leurs itinéraires incroyables. Un prétexte à l’humanité… »

— rapporté par Eric Fourreau

« Ça garochait. On portait des costumes folkloriques, mais on faisait pousser la meilleure herbe du pays. Et, une fois les chausses enlevées, ça y allait avec une tripotée de belles drôlesses. »

— rapporté par Stéphane Davet

### Oralité et éclectisme
Après avoir collecté des histoires de villages ou mêlé rock et conte, il finit par basculer complètement du côté des mots. De bistrots en cimetières, le conteur croise fées et menteurs, cherchant les caractères qui, depuis que l'homme est l'homme, traversent et agitent le monde. Yannick Jaulin transforme ces petites mécaniques humaines en histoires à la fois ancrées dans leurs temps et universelles.
Sa poésie personnelle, zébrée d'humour, empreinte de mots d'hier et d'aujourd'hui, en fait un artiste décalé de la scène française, résistant aux classifications.

« Contrairement aux artistes icônes, le conteur est au milieu du monde, pas au-dessus. Le conte dit en substance : "Mets-toi en route, tu vas te casser la gueule, mais tu vas trouver ta princesse". Une démarche du "Faites-le vous-même" à l'opposé de celle de la grande consommation et des "cerveaux disponibles". »

— rapporté par Stéphane Davet

#### Auteur et conteur contemporain
En perpétuelles expérimentations, Yannick Jaulin s'inscrit dans la création contemporaine en faisant naître des formes orales et dramaturgies hybrides, qui appartiennent à la fois au conte, au théâtre contemporain (collaboration avec Laurent Brethome, Wajdi Mouawad, Matthieu Roy), aux arts de la rue, aux arts visuels, à la conférence...
Ses spectacles font souvent la part belle aux récits issus de collectages, contes du répertoire traditionnel, culture populaire, récits de vie, librement recontextualisés, adaptés et improvisés. Il réinvente les classique du conte populaire, interroge l'actualité et aborde des thème universels (la mort, dans J'ai pas fermé l'œil de la nuit) et contemporains, qu'il s'agisse de la domination culturelle (Le Dodo), et plus récemment, les religions (dans Comme vider la mer avec une cuiller).
Depuis plusieurs années, Yannick Jaulin accompagne et parraine une nouvelle génération de conteurs et conteuses qui explorent d'autres formes de l'oralité. Il se présente parfois comme faisant du « stand-up mythologique ».

### Pougne-Hérisson et le Nombril du Monde
Le raconteur d'histoires devient passeur de mondes, artiste engagé et vit ses opinions sur scène comme sur le terrain.
En 1986, Yannick Jaulin découvre le village de Pougne-Hérisson, dans les Deux-Sèvres. Les habitants assistant à un de ses spectacles l'invitent à nourrir son imaginaire sur place. Pougne-Hérisson, commune rurale du Poitou, sertie dans le granit, devient le décor des histoires du conteur. En 1996, la Cie Yannick Jaulin, Le beau Monde ?, s'implante à Pougne-Hérisson. Elle y porte ses propres spectacles et poursuit la direction artistique des projets culturels.
Elle impulse la ligne artistique : recherches sur l'oralité, sur différentes formes de paroles et d'histoires. Le milieu rural devient un champ d'expérimentations perpétuel, terrain d'innovations et d'exigence artistique.

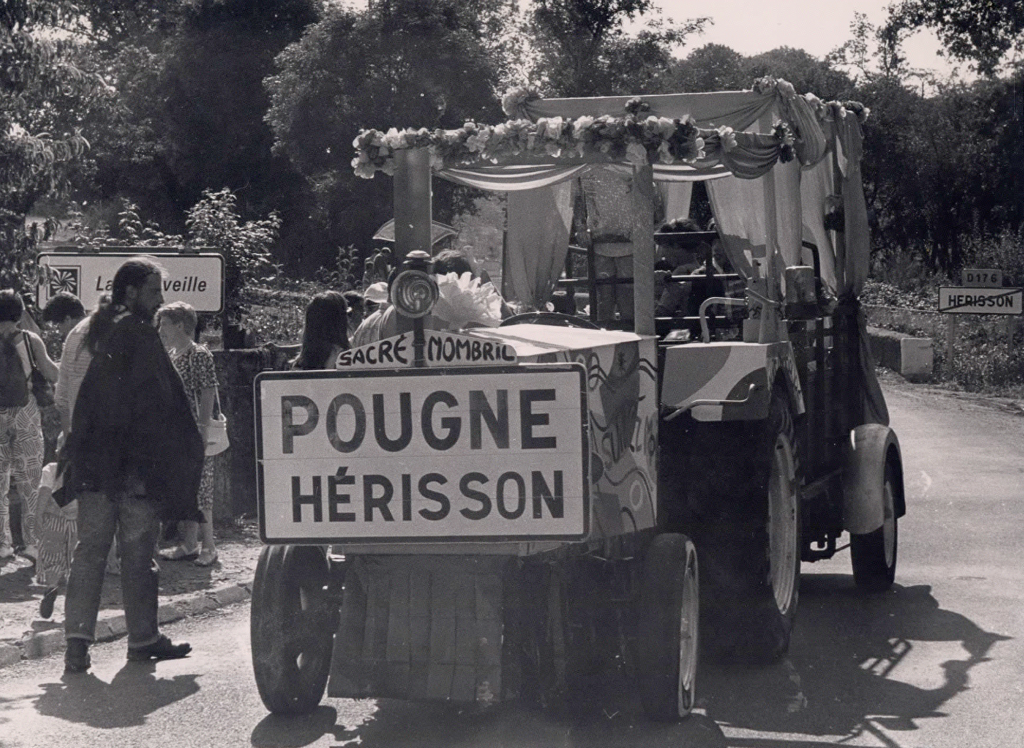
Pougne-Hérisson - « Sacré Nombril ».

Depuis 1992, Yannick Jaulin a initié une manifestation loufoque « Sacré Nombril » qui a lieu tous les deux ans dans ce petit village de moins de quatre cents habitants. Chaque édition repose sur un thème tout en proposant systématiquement des spectacles de rue, de cirque, de la chanson, du conte, du récit, des expositions (les plus beaux nombrils), des rituels, des jeux (championnat de « T’as menti »), des histoires de Pougne-Hérisson racontées par Yannick Jaulin…
Cette manifestation tient le pari d’être un rendez-vous ouvert à des publics variés, à prendre en compte les dimensions locales et rurales tout en ayant une reconnaissance nationale et médiatique. Cette originale biennale du 15 août, est rapidement reconnue comme telle dans l'Hexagone, comme on peut le constater à chaque édition de par sa couverture médiatique (télévisions, radios, presse nationale et régionale)[réf. nécessaire]. Dans un mélange surréaliste, ce village accueille pendant deux jours plus de 3 000 spectateurs.
En 2003, le jardin des Histoires est inauguré et va devenir un lieu de visite (jardin public) d’initiation au conte et à l’imaginaire (3000 scolaires par an) un lieu de résidences et d’expérimentations artistiques. Avec six salariés, le nombril du Monde est devenu un lieu incontournable de la culture en nouvelle Aquitaine. Une utopie culturelle est née de la légendarisation de ce territoire.

### Passage à l'ordre du Temple solaire
Dans le spectacle Terrien, qu'il définit comme « l’histoire d’un homme qui aime tellement les histoires qu’il se fait avoir par l’une d’elles. L’histoire d’un aveuglement. Et d’une révélation », il évoque sa dérive sectaire au sein de l’ordre du Temple solaire, qu'il a quitté, avec sa compagne, environ un an avant les suicides collectifs. Il témoigne de cette période dans l'émission Spécial Investigation de Canal+ en décembre 2012.
- La Secte, série documentaire (4 x 35 min) réalisée par Bruno Joucla, diffusée sur Salto (2022)

En 2022, il revient dans la série documentaire La Secte sur les nombreuses années qu'il a passées au sein de la secte en tant qu'adepte, puis dans la matinale de France Inter, interviewé par Sonia Devillers.

## Sources d'inspiration
Ses créations, mâtinées de one man show, puisent leurs influences autant dans la culture rock que la tradition poitevine, en passant par la BD et le cinéma. Pendant son adolescence, il a participé à des activités de collectage auprès des personnes âgées afin de conserver la culture populaire poitevine.

## Commentaire
« Un pays qui n'a plus d'histoires dans son ciel est un pays qui n'est plus capable de rêver. »

— Éric Fourreau, Yannick Jaulin le lutin céleste

## Spectacles/Auteur
- Les Oisives (2016), interprétation : Angélique Clairand, Valérie Puech
- La bête à deux dos ou le coaching amoureux (2007), créé et interprété par Angélique Clairand
- Chemin de la Belle étoile (2009), création Sébastien Bertrand

## Créations (auteur interprète)
- - Causer d’Amour (Novembre 2018)
  - Ma langue maternelle va mourir et j'ai du mal à vous parler d'amour ( janvier 2018)
  - Comme vider la mer avec une cuiller (2015)
  - Conteur ? Conteur (2012)
  - Le Dodo (2010)
  - Merlicoquet et autres contes de randonnée (2009)
  - Terrien (2007)
  - Menteur (2003)
  - J'ai pas fermé l'œil de la nuit (2000)
  - Jaulin en scène (2000)
  - Rien que du beau Monde (1996)
  - La vie des Roses (1994)
  - Pougne-Hérisson (1991)
  - Géants (1989)
  - Château-Fromage (1987)
  - Gargantua (1987)
  - Feux Foets (198e)
  - Tradition du goût (touchent) (1985)
  - La mogette d’or (1985)
  - La montagne verte (avec Gerard Potier) (1984)
  - La beroète à Balthazar (1984)

## Créations et collaborations musicales
- - Jaulin et Le Projet Saint Rock
  - Le Mystère de St Pou (2016, 2018) - Son et  lumière à Pougne-Hérisson, création collective avec J Rouger, G Baraton, Titus, Anne Marcel, Camille Rocailleux
  - 2 allers simples pour chez moi (2012) avec Kent
  - Les Sentiers de la Tourmente (2011) avec l'Auvergne Imaginée
  - La Tournée du Ponant (2008) avec Sloï
  - Plus loin à l'Est, c'est l'Ouest (2004) avec Henri Gougaud (chansons) Camille Rocailleux (composition)
  - Ars Nova et Andy Emler Trio (2002) cf https://www.lesechos.fr/2002/08/les-grands-conteurs-en-campagne-69743
  - Mick de chaï (groupe de Rock en poitevin 1998)
  - Belesbat (comedie musicale avec le groupe Jan do Fiao) (1986)
  - Jan do Fiao (groupe de Rock en poitevin1982)

## Acteur
- Tartuffe de Molière mise en scène de Matthieu Roy (2022)
- Forêts, pièce de Wajdi Mouawad (2006)
- Louise-Michel, film de Gustave Kervern et Benoît Delépine (2008)
- La Légende des seigneurs assassins, film de Thierry Mauvignier (2021)
- La Légende de Thierry Mauvignier[9], réalisé par Dylan Besseau, documentaire Prime Video[10] (2021)

## Œuvres

### Publications
- J’ai pas fermé l’œil de la nuit… (texte intégral)
- Il était une fois J'ai pas fermé l'œil de la nuit (coécrit avec Titus)
- La Légende de Pougne-Hérisson, le Nombril du Monde (coécrit avec Titus)
- Jaulin raconte Pougne-Hérisson (texte de spectacle suivi d’un entretien avec Nathael Moreau)
- Terrien (texte du spectacle et entretiens avec Wajdi Mouawad)
- Le Dodo (Texte éditions paradox)
- Le Voyage à pas d’âne (éditions Geste Paysanne) photos Eddy Rivière
- Causer d’Amour (texte intégral)
- Ma langue maternelle va mourir et j’ai du mal à vous parler d’Amour
- Manuel de résistance en Langue rare (projet Saint Rock)

## Publications jeunesse
- Le Tracteur aux dromadaires (ill. Marie-France Goyet), Saint-Sébastien-sur-Loire, Éd. d'Orbestier, coll. « Rêves bleus », 2013, 30 p., 33 cm (ISBN 978-2-84238-166-0, BNF 43706490)
- La Cheneuille (ill. Toni Demuro), St-Sébastien-sur-Loire, Éd. d'Orbestier, coll. « Rêves bleus », 2014, 32 p., 22 cm (ISBN 978-2-84238-175-2, BNF 43783876)
- La Papote (ill. Samuel Ribeyron), Paris, Didier Jeunesse, 2015, 26 p., 26 cm (ISBN 978-2-278-07791-5, BNF 44349880)
- Coline et les couleurs du temps coll « Marmaille » Geste Editions

### Discographie
- Jaulin et le Projet saint Rock (manuel de résistance en langue rare) (livre CD)
- Causer d’Amour (livre CD)
- Ma langue maternelle va mourir et j’ai du mal à vous parler d’amour (livre CD)
- Comme vider la mer avec une cuiller (livre CD)
- Le Dodo (texte et DVD)

- Merlicoquet et autres contes de randonnée (Didier jeunesse/Harmonia Mundi)
- Terrien (texte et DVD)
- Menteur (livre CD et DVD)
- J’ai pas fermé l’œil de la nuit… (livre CD)
- Contes du Marais Poitevin
- Contes d’animaux
- Rien que du beau monde
- Contes pour les drôles et les moins drôles
- Contes pour les drôles, Zéro de conduite
- Mick de Chaï, Le beau monde
- Jan do Fiao
- La vie des Roses
- Pougne-Hérisson
- Contes à rire et à faire zire
- Contes de Château-Fromage 87

### Télévision
- Kétokolé (2018 - en production) : mini-série sur les mots du poitevin-saintongeais, coproduction France Télévisions (France 3 NoA) / La Chambre aux fresques[11]
- BIS magasine de la curiosité (2023 France 3/ Jack Fébus) Animateur

## Distinctions diverses et variées
- Molières 2020 : Nomination au Molière seul(e) en scène pour Ma langue maternelle va mourir et j’ai du mal à vous parler d’amour
- Chevalier des Arts et des Lettres 2005[12]
- Chevalier de la Légion d'honneur (14 juillet 2013 au titre du Ministère de la Culture)[13],[14]
- Grand Prix national de l'innovation culturelle, 1999, Catherine Trautmann, Ministère de la Culture  pour son « action de développement culturel en milieu rural »
- Tasse d'or et grand prix au festival Performance d'acteur de Cannes (1990 et 2001)[15]
- Élu à l’unanimité moins un « Deux-Sévrien de l’année » (1995)[16]